# Digão (ur. 1985)
Digão, właśc. Rodrigo Izecson Dos Santos Leite (ur. 14 października 1985 w Brasilii) – brazylijski piłkarz występujący na pozycji środkowego obrońcy. Obecnie gra w Penafiel, do którego jest wypożyczony z Milanu. Jest młodszym bratem Kaki.

## Kariera klubowa
Digão piłkarską karierę podobnie jak swój brat rozpoczynał w São Paulo FC. W 2004 trafił do Włoch, gdzie przez jeden sezon trenował w młodzieżowej drużynie AC Milan. W sezonie 2005/2006 został wypożyczony do drugoligowego Rimini Calcio, dla którego rozegrał 23 mecze i nie strzelił żadnego gola.
W 2007 Digão powrócił na San Siro i został włączony do kadry pierwszego zespołu. W ekipie "Rossonerich" zadebiutował 6 września 2007 w towarzyskim spotkaniu z Dynamem Kijów. Pod koniec tego samego roku wystąpił także w przegranym 1:2 meczu Pucharu Włoch przeciwko Calcio Catania. W rozgrywkach Serie A Brazylijczyk zadebiutował 1 marca 2008 w zremisowanym 1:1 pojedynku z S.S. Lazio, kiedy to w drugiej części spotkania zastąpił Marka Jankulovskiego.
W letnim okienku transferowym w 2008 brazylijski obrońca na jeden sezon został wypożyczony do Standardu Liège. Rozegrał dla niego tylko jedno spotkanie, kiedy to 5 kwietnia 2009 pojawił się na boisku na ostatnie cztery minuty podczas wygranego 3:1 meczu z Germinalem Beerschot Antwerpia. Ze Standardem Digão wywalczył mistrzostwo Belgii.
Digão powrócił do Milanu, po czym 31 sierpnia 2009 został wypożyczony do Lecce. 1 lutego 2010 na tej samej zasadzie trafił do FC Crotone, a latem 2010 do portugalskiego Penafiel.

## Sukcesy
Standard Liège
Mistrzostwo Belgii: 2009